# Edraianthus wettsteinii
Edraianthus wettsteinii är en klockväxtart som beskrevs av Eugen von Halácsy och Antonio Baldacci. Edraianthus wettsteinii ingår i släktet Edraianthus och familjen klockväxter.

## Underarter
Arten delas in i följande underarter:
- E. w. lovcenicus
- E. w. wettsteinii